# Варм Шая Давидович
Шая Дави́дович Варм (псевдо.: «Скрипаль», «Сокіл», «Варм»; нар. 1909, Варшава, Російська імперія) — лікар УПА, політв'язень. 

## Життєпис
Народився Варм Шая Давидович 1909 року в Варшаві. Єврей за національністю. Навчався у школі «Союз Польських Вчителів» в м. Варшава, яку закінчив у 1928 році. У жовтні 1928 року поїхав до м. Гренобль, де вступив до медичного інституту. Там закінчив 1-й курс, після чого поїхав на вакації до Варшави, де захворів на плеврит. Після одужання продовжив навчання у Медичному інституті Варшавського університету. У 1937 році закінчив Медичний інститут та отримав диплом за фахом — лікар-терапевт. З серпня 1937 до осені 1939 року працював у єврейському шпиталі Варшави.
Восени 1939 року Варм Шая Давидович переїхав у Володимир-Волинський, де працював лікарем-епідеміологом та начальником курсів медсестер. З квітня 1941 року працював лікарем у с. Свищів Вербського району до початку Другої світової війни. 
З травня 1943 по серпень 1944 року був лікарем Української Повстанської Армії, його дружина Варм Естера Шіївна була при ньому медсестрою. За музичний хист отримав псевдо «Скрипаль». Був лікарем у загоні УПА імені Івана Богуна ВО-3 «Турів» Порфира Антонюка «Сосенка» та куреня Олексія Громадюка «Голубенка». 
Про Варм Шая Давидович Галина Коханська, розвідниця УПА, у своїх спогадах писала: 
| Варма був добрим лікарем, котрий у бункерних умовах робив складні операції. Він чудово грав на скрипці, з якою ніколи не розлучався. Він і псевдо отримав «Скрипаль». Коли траплялася вільна хвилина, повстанці збиралися на лісовій галявині, запрошували Варму, котрий грав для них. Його всі любили та берегли[2]. |
Згідно з матеріалами справи, особисто врятував життя 200 воякам УПА. Заарештований 9 серпня 1944 року. Засуджений до 20 років ув'язнення 16 вересня 1944 року. Вирок:
| Варм Шая Давидовича на підставі ст. 5 4-Іа КК УРСР із застосуванням ст. 2 Указу Президії Верховної Ради СРСР від 19.04.1943 р відправити на заслання у каторжні роботи терміном на двадцять (20) років з подальшим ураженням політичних прав строком на п'ять (5) років і конфіскацією всього особисто йому належного майна в дохід держави. Термін відбування покарання обчислювати засудженому Варм з заліком попереднього ув'язнення з 9 серпня 1944 року. Вирок остаточний і касаційному оскарженню не підлягає[3]. |
Після звільнення з ув'язнення Варм Шая Давидович деякий час мешкав у Луцьку, згодом виїхав через Польщу за океан.